# L'Événement (1865)
Pour les articles homonymes, voir L'Événement.
L’Événement est un quotidien français publié entre le 4 novembre 1865 et le 15 novembre 1866.

## Histoire
En 1865, Hippolyte de Villemessant dirige déjà deux périodiques : Le Figaro, fondé en 1854, est un bihebdomadaire « exclusivement littéraire », tandis que Le Grand Journal, hebdomadaire fondé en 1864, est « un magazine à la façon anglaise ».
Souhaitant concurrencer Le Petit Journal, Villemessant imagine un nouveau quotidien d'informations à 10 centimes, qui contiendrait des faits divers, des comptes-rendus de procès ainsi que des romans-feuilletons, ce qui n'était pas le cas du Figaro. Son titre sera L’Événement.
Paul Meurice, qui avait été l'un des rédacteurs de L’Événement hugolien, supprimé en 1851, proteste contre la récupération de ce titre, mais Villemessant lui répond que ce nom est tombé depuis longtemps dans le domaine public.
Le nouveau journal est ainsi lancé le 4 novembre 1865. Villemessant en est le rédacteur en chef tandis qu'Auguste Dumont en est l'administrateur.
Par la suite, un autre concurrent du Petit Journal émerge avec Le Soleil de Millaud.

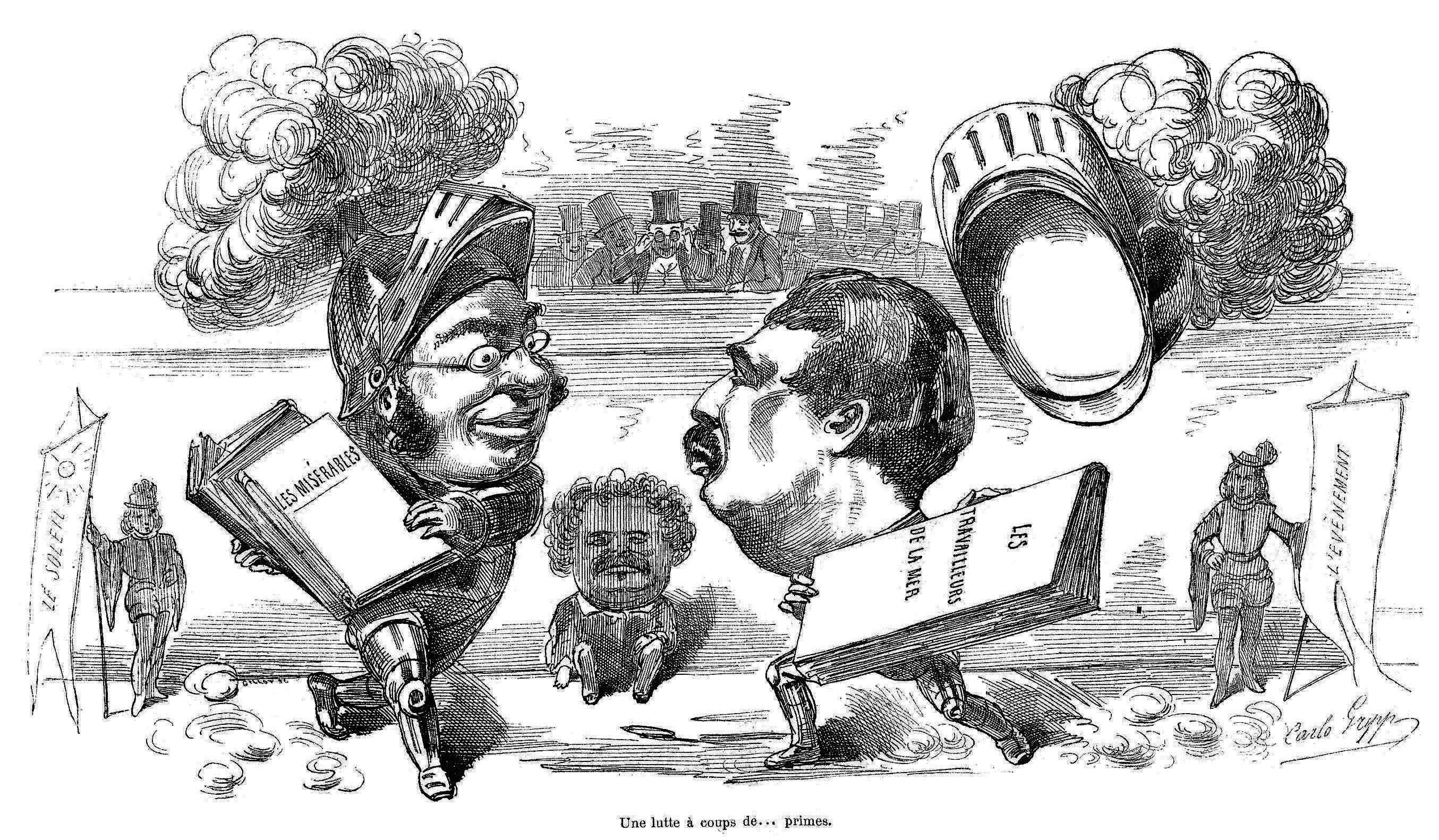
Lutte de Millaud (Le Soleil) contre Hippolyte de Villemessant (L’Événement) devant Timothée Trimm (Le Petit Journal). Caricature de Carlo Gripp (La Lune, 29 avril 1866).

L'un des collaborateurs de L’Événement est Émile Zola, qui lui fournit notamment des écrits sur l'art. Il est toutefois renvoyé de la rubrique critique d'art le 20 mai 1866 pour avoir défendu Édouard Manet. 

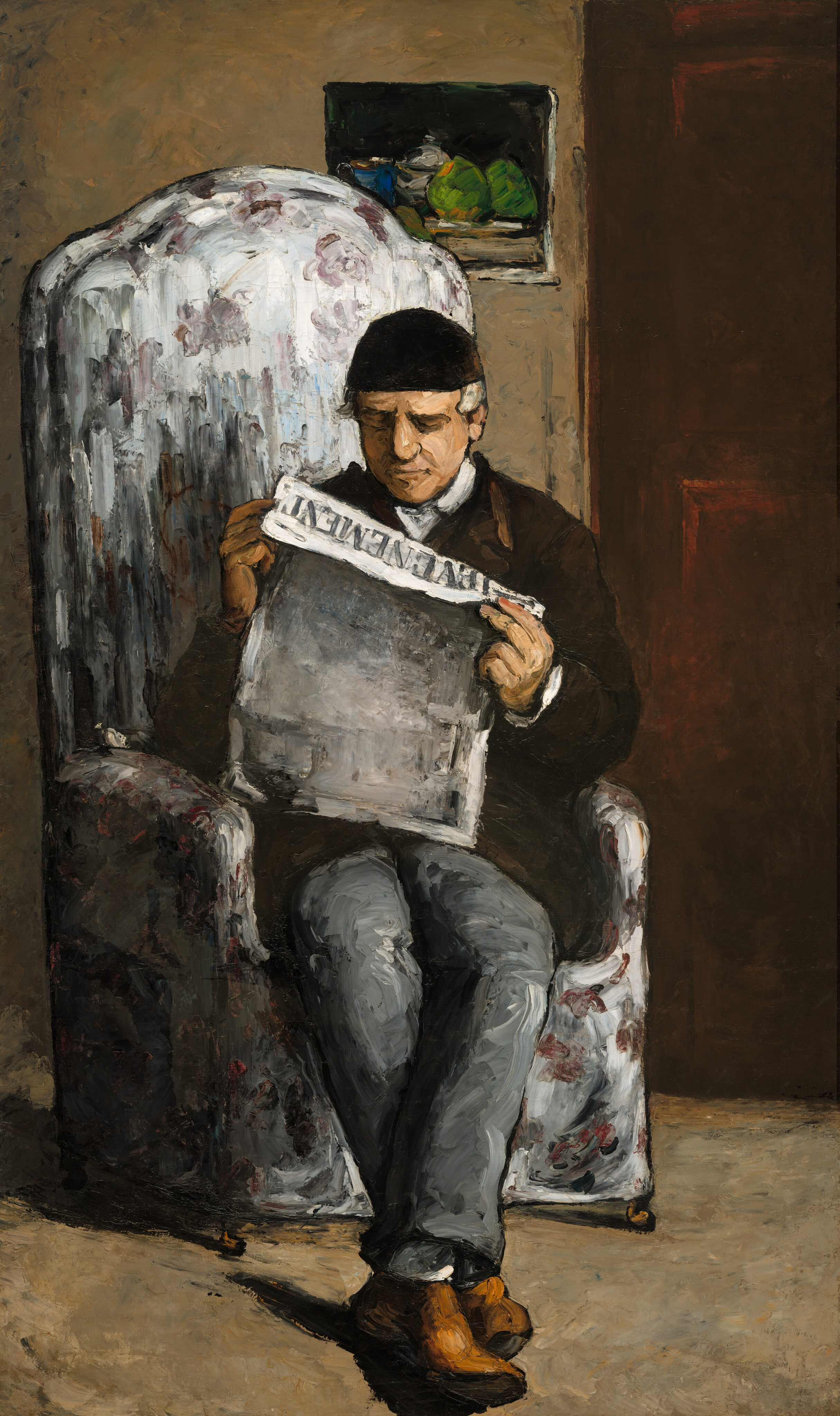
Paul Cézanne, Le Père de l'artiste, lisant L’Événement, 1866.

Dans le numéro du 17 septembre 1866, un article d'Alphonse Duchesne aborde la question de la taxe des hospices perçue sur les recettes des théâtres. Les autorités accusent aussitôt le journal d'avoir ainsi traité de matières d'économie sociale sans autorisation. Villemessant et son imprimeur, Dubuisson, sont donc convoqués devant les juges. Le 17 octobre, le tribunal les condamne à un mois de prison ainsi que 100 francs d'amende chacun, et ordonne la suppression du quotidien.
Villemessant décide alors de fusionner L’Événement dans Le Figaro, transformant ainsi ce dernier en un quotidien à 10 centimes. L’Événement peut ainsi être considéré comme l'un des ancêtres du plus vieux quotidien français encore publié au XXIe siècle. Votée par les actionnaires du Figaro le 5 novembre 1866, cette transformation s'opère dès le numéro du 16 novembre. Le Grand Journal est également concerné par cette fusion mais son titre est donné à une nouvelle revue hebdomadaire destinée à remplacer l'ancien Figaro.

## Collaborateurs notables
- Adolphe de Balathier-Bragelonne
- Alphonse Duchesne
- Auguste Dumont
- Jules Richard[3]
- Henri Rochefort[3]
- Albéric Second[3]
- Hippolyte de Villemessant
- Albert Wolff[3]
- Émile Zola